# مایکل هایبوک
مایکل هایبوک (انگلیسی: Michael Hayböck؛ زادهٔ ۵ مارس ۱۹۹۱) اسکی‌باز پرش اهل اتریش است.